# Chironomus fulviventris
Chironomus fulviventris är en tvåvingeart som först beskrevs av Jean-Jacques Kieffer 1921.  Chironomus fulviventris ingår i släktet Chironomus och familjen fjädermyggor.
Artens utbredningsområde är Taiwan. Inga underarter finns listade i Catalogue of Life.